# 斯里兰卡板球队遇袭事件
斯里兰卡板球队遇袭事件是2009年3月3日发生在巴基斯坦旁遮普省首府拉合尔市的一宗针对来访的斯里兰卡国家板球队的恐怖袭击事件，该起事件造成至少8人死亡6人受伤。

## 历史
当天，斯里兰卡国家板球队在巴基斯坦警察的护送下，乘车前往卡扎菲体育场和巴基斯坦国家板球队进行比赛，在将要抵达体育场时，遇到12名蒙面恐怖分子的袭击，恐怖分子使用了自动步枪、手榴弹和火箭弹等，警察和恐怖分子展开交火并持续了30分钟。事件发生后，共造成6名警察和2名平民的死亡，6名球员受伤。